# Unterseeboot 20 (1936)
Pour les articles homonymes, voir Unterseeboot 20.
Le Unterseeboot 20 ou U-20 est un sous-marin allemand (U-Boot) de type II.B utilisé par la Kriegsmarine pendant la Seconde Guerre mondiale.
Comme les sous-marins de type II étaient trop petits pour des missions de combat dans l'océan Atlantique, il a été affecté dans la mer du Nord et la mer Noire.

## Présentation
Mis en service le 1er février 1936, l'U-20 a servi de 1936 à 1940 au sein de la Unterseebootsflottille "Loth".
L'Unterseeboot 20 coule 13 navires marchands pour un total de 30 067 tonneaux et endommage un navire marchand de 1 846 tonneaux et deux totalement irrécupérables pour un total de 8 446 tonneaux au cours des 16 patrouilles (306 jours en mer) qu'il effectue du 24 août 1939 au 10 septembre 1944.
Les 10 premières patrouilles s'effectuent en mer du Nord et en mer de Norvège puis, de mars 1940 à août 1942, l'U-20 sert à l'entrainement des équipages au sein de la 1. et 21. Unterseebootsflottille.
Il réalise sa première patrouille de guerre, quittant le port de Wilhelmshaven, le 24 août 1939, sous les ordres du Kapitänleutnant Karl-Heinz Moehle.
Au cours de sa deuxième patrouille, le 17 octobre 1939, le Kapitänleutnant Karl-Heinz Moehle est décoré de l'Insigne de combat des U-Boote.
Pour servir dans la 30. Unterseebootsflottille à Constanța, l'U-20 est désarmé  le 26 août 1942 à Kiel et partiellement démonté pour être transporté par voie terrestre et via le Danube à la mer Noire. Le 27 mai 1943, il est remis en service et affecté à la 30.U-Flottille dans laquelle il réalise 8 patrouilles dont la première le 22 juin 1943 sous les ordres de l'Oberleutnant zur See Clemens Schöler.
Le 26 juin 1943, l'U-20 tente de torpiller un chasseur de sous-marin soviétique de la mer Noire au large de Touapsé, mais ce dernier contre-attaque, larguant huit grenades sous-marines. L'U-Boot est ensuite maintenu quatre heures en immersion par l'aviation russe. Victime de défaillances mécaniques, il est contraint de retourner à sa base.
De retour de la quinzième patrouille, l'Oberleutnant zur See Karl Grafen est décoré le 14 juillet 1944 de la croix allemande en Or.
Le 11 septembre 1944, l'U-20 est sabordé en mer Noire, au large des côtes turques à la position géographique de 41° 10′ N, 30° 47′ E, pour empêcher les forces soviétiques de le capturer.
Le 3 février 2008, le quotidien The Daily Telegraph rapporte que l'U-20 et l'U-23 ont été découverts par 24 m de profondeur par Selçuk Kolay, un ingénieur de marine turque qui pense être proche de repérer également l'U-19, à quelque 300 m de profondeur, à trois miles de la ville turque de Zonguldak.

## Affectations
- Unterseebootsflottille "Loth" à Kiel du 1er février 1936 au 1er août 1939 (service active)
- 3. Unterseebootsflottille à Kiel du 1er septembre 1939 au 31 décembre 1939 (service active)
- 1. Unterseebootsflottille à Kiel du 1er janvier au 30 avril 1940 (service active)
- 1. U-Ausbildungsflottille, à Dantzig du 1er mai au 30 juin 1940 (navire-école)
- 21. Unterseebootsflottille à Baltiisk du 1er juillet au 30 septembre 1940 (navire-école)
- 30. Unterseebootsflottille à Constanza du 1er octobre 1942 au 10 septembre 1944 (service active)

## Commandements
- Kapitänleutnant Hans Eckermann du 1er février 1936 au 30 septembre 1937
- Kapitänleutnant Karl-Heinz Moehle du 1er octobre 1937 au 17 janvier 1940
- Kapitänleutnant Harro von Klot-Heydenfeldt du 17 janvier au 15 avril 1940
- Oberleutnant zur See Heinrich Driver du 2 au 15 avril 1940
- Oberleutnant zur See Hans-Jürgen Zetzsche du 16 avril au 7 juin 1940
- Oberleutnant zur See Ottokar Arnold Paulssen du 8 juin 1940 au 5 janvier 1941
- Kapitänleutnant Herbert Schauenburg du 6 janvier au 19 mai 1941
- Oberleutnant zur See Wolfgang Sträter du 20 mai au 4 décembre 1941
- Kurt Nölke du 5 décembre 1941 au 27 mars 1942
- Oberleutnant zur See Clemens Schöler du 7 mai au 26 septembre 1942
- Kapitänleutnant Clemens Schöler du 27 mai au 31 octobre 1943
- Oberleutnant zur See Karl Grafen du 1er novembre 1943 au 10 septembre 1944

Nota: Les noms de commandants sans indication de grade signifie que leur grade n'est pas connu avec certitude à notre époque à la date de la prise de commandement.

## Navires coulés
L'Unterseeboot 20 a coulé 13 navires marchands pour un total de 30 067 tonneaux et endommagé 1 navire marchand de 1 846 tonneaux et 2 totalement irrécupérables pour un total de 8 446 tonneaux au cours des 16 patrouilles (306 jours en mer) qu'il effectua.
| Date             | Nom            | Nationalité      | Tonnage (GRT) | Fait                      |
| ---------------- | -------------- | ---------------- | ------------- | ------------------------- |
| 29 novembre 1939 | Ionian         | Royaume-Uni      | 3 114         | Coulé (mine)              |
| 9 décembre 1939  | Magnus         | Danemark         | 1 339         | Coulé                     |
| 10 décembre 1939 | Føina          | Norvège          | 1 674         | Coulé                     |
| 10 décembre 1939 | Willowpool     | Royaume-Uni      | 4 815         | Coulé (mine)              |
| 13 janvier 1940  | Sylvia         | Suède            | 1 524         | Coulé                     |
| 27 janvier 1940  | England        | Danemark         | 2 319         | Coulé                     |
| 27 janvier 1940  | Faro           | Norvège          | 844           | Endommagé - Irrécupérable |
| 27 janvier 1940  | Friedensborg   | Danemark         | 2 094         | Coulé                     |
| 27 janvier 1940  | Hosanger       | Danemark         | 1 591         | Coulé                     |
| 29 février 1940  | Maria Rosa     | Italie           | 4 211         | Coulé                     |
| 1er mars 1940    | Mirella        | Italie           | 5 340         | Coulé                     |
| 29 novembre 1943 | Peredovik      | Union soviétique | 1 846         | Endommagé                 |
| 16 janvier 1944  | Vaijan Kutur'e | Union soviétique | 7 602         | Endommagé - Irrécupérable |
| 7 avril 1944     | Rion           | Union soviétique | 184           | Coulé (mine)              |
| 19 juin 1944     | Pestel         | Union soviétique | 1 850         | Coulé                     |
| 24 juin 1944     | DB-26          | Union soviétique | 9             | Coulé                     |

### Sources
- (en) Cet article est partiellement ou en totalité issu de l’article de Wikipédia en anglais intitulé « German submarine U-20 (1936) » (voir la liste des auteurs).
- (en) Paul Kemp, U-Boats Destroyed : German Submarine Losses in the World Wars, Londres, Arms & Armour, 1999, 288 p. (ISBN 978-1-85409-515-2 et 1-854-09515-3, OCLC 43972253)